# Eduardo Vittoria
Eduardo Vittoria (Napoli, 12 aprile 1923 – 2009) è stato un architetto e designer italiano.

## Biografia
Dal 1944 al 1946 è redattore del quotidiano La Voce dei lavoratori del Mezzogiorno di Napoli sotto la direzione di Mario Alicata, fucina di antifascismo dei giovani napoletani. La Voce fu la principale testata meridionalista del PCI, primo laboratorio politico antifascista in cui si affermarono i principi della questione meridionale. Nella Facoltà di Architettura di Napoli si laurea nel 1947, in architettura ma con una tesi in urbanistica con relatore il Prof. Luigi Piccinato dal titolo: "Studio di sistemazione urbanistica sistemazione generale dei campi flegrei sistemazione di comunità urbana". Svolge una incessante attività pubblicistica pubblicando saggi e studi su diverse riviste di carattere nazionale: su Rinascita: L'architettura organica nel 1947, La fine dell’architettura neoclassica e Via della Conciliazione ovvero la fine di S. Pietro nel 1950, Realtà dell'architettura del mezzogiorno nel 1951; su Metron: Nuovi quartieri popolari nel 1949, Via della Conciliazione ovvero la fine di S. Pietro nel 1950. Partecipa alle iniziative dell'Istituto Nazionale di Urbanistica, di cui fino dal 1948 è socio e membro del direttivo della sezione napoletana, prende parte allo storico Convegno di Lucca sui problemi dell'architettura e del paesaggio nel 1957. Collabora dal 1947 al 1949 nello studio dell'ingegnere Cosenza con cui svolse il suo primo apprendistato professionale collaborando a diversi progetti tra i quali: Case a terrazza sulla collina di Posillipo, Stazione di Napoli della Circumvesuviana, Sistemazione del Molo Pisacane, Ricostruzione di una casa abitazione in via S. Lucia a Napoli, Edifici per uffivci a Caserta, Sistemazione di Piazza Mercato: uffici e abitazioni, Napoli; Nuovo quartiere Donzelli a Napoli e Nucleo residenziale INA Casa a Capri. Nel 1949 svolge il seminario su "L'evoluzione della città nella società moderna" presso la Facoltà di Ingegneria per gli studenti del Politecnico di Napoli diretto dal Prof.Ing.Luigi Cosenza. Nel 1950 progetta nuclei residenziali per l'INA Casa a Filadelfia (Reggio Calabria), Crotone, Caserta (Casagiove), Bagnoli (Napoli), Torre Annunziata). 
Nel 1951 fornisce un contributo su L'architettura spontanea in campania nell'ambito della IX Mostra Triennale di Milano. Nel 1951 si trasferisce ad Ivrea dove viene chiamato da Adriano Olivetti per progettare numerosi edifici della Olivetti, funzionali alla espansione della produzione dell'azienda. Progetta e realizza nel 1954 il Centro Studi e Esperienze Olivetti, ad Ivrea, nel 1953 il Centro comunitario di Palazzo Canavese, le Officina Macchine Utensili Olivetti a San Bernardo nel 1956, le officine H ampliamento delle aree produttive della nuova ICO. In questi anni progetta e realizza la centrale termica della Olivetti ad Ivrea e alcune case per dirigenti della Olivetti: Casa sulla collina di Montenavale, costruzione 1953, Villa Monterevel sulla collina di Banchette, Ivrea, costruzione 1956.
Il Complesso industriale per la produzione di Transistor della S.G.S, Agrate (Milano), costruita tra il 1958-61. Dal 1962 con Marco Zanuso progetta lo stabilimento Olivetti a Scarmagno, lo stabilimento di Crema e quello dell'Olivetti Sud a Marcianise in provincia di Caserta terminato nel 1970. Progetta e realizza il Laboratorio sperimentale Irur a Vidracco, Ivrea, tra il 1960 e il 1964. Progetta lo Stabilimento per la Coca-Cola Export Corporation a S.Angelo-Pescara, costruito tra il 1964 e il 1965. Nel 1958 consegue l'abilitazione alla Libera docenza in Composizione architettonica e collabora all'attività didattica presso il Politecnico di Milano con Carlo Cocchia e allo IUAV di Venezia con Ignazio Gardella. Nel 1964 è componente della giunta esecutiva della XIII Triennale di Milano, nel cui ambito realizza un Prototipo di casa per vacanze: Casanatura. Realizza il progetto degli Esagoni componibili: "La stanza dei giochi" presentato alla mostra La casa abitata, Firenze 1965, dove riceve il premio del Sigillo d'oro per meriti progettuali da Giovanni Michelucci. Nel 1964 progetta e realizza in Sardegna, a Capo Carbonara, l'albergo Timi Ama, che gli è valso il premio InArch 1964. Nella seconda metà degli anni sessanta Vittoria si cimenta in modo concreto con il progetto di oggetti per l’industria sviluppando alcuni prototipi per l’industria Triplex, tre televisori di diverse dimensioni, alcuni elettrodomestici, un sistema di cucina componibile, soluzioni di caldaie innovative per Riello, la più nota libreria Prisma per Tecno.Partecipa da protagonista alla fondazione della Tecnologia dell'Architettura contribuendo in modo sostanziale al suo riconoscimento come disciplina nell'ordinamento universitario dal 1969, è fondatore e primo direttore dell'Istituto di Tecnologia dell'Architettura nella Facoltà di Napoli dal 1970. Nel 1973 è curatore della sezione italiana della XV Triennale di Milano: "Lo spazio vuoto dell'habitat, una cosa, un nome, un concetto, un'immagine", con opere, progetti e prototipi di Marco Zanuso, Alberto Rosselli, Bruno Munari, Roberto Mango, Michele Valori, Filippo Alison, Ignazia Favata e numerosi altri progettisti i quali realizzano le proprie idee grazie a partner dell'industria. In questo ambito progetta “Eta Beta, un microambiente in scatola” (realizzazione Società Anonima Castelli s.p.a. Bologna). Ambiente da montare in profilati di alluminio, cavi e teli completato da cuscini di tessuto, per delimitare uno spazio autonomo nella casa o all’aperto. Smontato il microambiente è contenuto in un pacco di cm 80x105. Nel 1975 Vittoria viene eletto, da indipendente nelle liste del PCI, come consigliere comunale di Napoli, sarà assessore al Centro storico, fino al 1978, della prima giunta guidata dal comunista Maurizio Valenzi. 
Dal 1979 come membro del CUN, Consiglio Universitario Nazionale, dove  è protagonista di una battaglia culturale per la riforma universitaria italiana. Proseguirà l'attività di amministratore quando nel 1985 sarà eletto consigliere regionale, indipendente nelle liste del PCI, della Regione Campania. È il fondatore della Scuola di Architettura e Design di Ascoli Piceno dell'Università degli Studi di Camerino nel 1992.

## Opere principali[4]
- 1951 Palazzo Centro Studi ed Esperienze della Olivetti, Ivrea
- 1955 Edificio dei servizi sociali nel complesso di S. Bernardo della Olivetti, Ivrea
- 1955 Officina macchine da calcolo Olivetti ad Ivrea
- 1956 Centrale impianti industriali ICO ad Ivrea
- 1957 Centrale elettrica Olivetti a S. Bernardo, Ivrea
- 1962 Complesso turistico SARTUR (sistemazione paesaggistica e albergo Timi Ama) a Capo Carbonara.
- 1962 Tre unità residenziali a Capri
- 1962 Uffici direzionali e stabilimento COVIT a Grumo Nevano
- 1962 Stabilimento Olivetti (Scarmagno) con Marco Zanuso
- 1962 Complesso industriale Olivetti a Crema con Marco Zanuso
- 1962 Complesso industriale Olivetti a Marcianise con Marco Zanuso